# جون ستيرلينغ (معلق رياضي)
جون ستيرلينغ (بالإنجليزية: John Sterling)‏ هو معلق رياضي أمريكي، ولد في 4 يوليو 1938 في الولايات المتحدة.